# Luis Miguel Sánchez Benítez
Luis Miguel Sánchez Benítez (Puerto Serrano, província de Cadis, Andalusia, 5 de maig del 1992), més conegut com a Luismi, és un futbolista andalús que juga a la posició de migcampista defensiu. Actualment juga al Màlaga CF.

## Carrera de club
Luismi es va formar al planter del Sevilla FC i va debutar com a sènior amb el Sevilla FC C a tercera divisió. El juliol de 2012, va signar el seu primer contracte professional, i fou promocionat al Sevilla Atlético a segona B.
L'11 de novembre de 2012, Luismi es va trencar dos ossos del cap en els darrers minuts d'un partit que acabà en victòria per 1–0 a casa contra el Real Jaén, i no va poder tornar a jugar fins al 31 de març de l'any següent, contra el mateix club. L'1 de febrer de 2014, fou convocat per Unai Emery pel partit de La Liga contra el Màlaga CF en substitució de Cala, compromès amb el Cardiff City FC, i també fou convocat pel partit contra la UD Almería del 8 de març tot i que va romandre a la banqueta els dos cops
El 3 de juliol de 2014, Luismi va signar nou contracte amb els andalusos, i va ser convocat, tot i que va restar a la banqueta, pel partit de la Supercopa d'Europa de 2014 que el club va perdre per 0–2 contra el Reial Madrid CF al Cardiff City Stadium el 12 d'agost. Va debutar al primer equip i a la primera divisió el 23 d'agost, substituint Vicente Iborra en el minut 80 d'un partit que va acabar en empat 1–1 a casa contra el València CF.
El 30 de juliol de 2015, Luismi va signar un nou contracte professional, i fou definitivament promogut al primer equip, on va obtenir el dorsal número 16. El dorsal, que era el que duia Antonio Puerta quan va morir jugant pel Sevilla el 2007, només s'assigava a jugadors del planter des d'aquell moment; a mitja temporada, de tota manera, se li va retirar per donar-lo, controvertidament, a l'argentí Federico Fazio.
Després de tornar a jugar amb el filial a segona divisió, Luismi va signar contracte per dos anys amb el Reial Valladolid el 29 de juny de 2016. El 29 de desembre, després que hagués jugat poc, fou cedit al Gimnàstic de Tarragona de la mateixa categoria, fins al juny. Va marcar en el seu segon partit, el 14 de gener de 2017, el primer gol d'un partit que acabaria en empat 1–1 contra la UCAM Murcia CF.
Des del seu retorn, Luismi fou titular habitual amb el Valladolid durant la temporada 2017–18, que va acabar en ascens a primera. El 15 de gener de 2020, de tota manera, després de no jugar cap partit de lliga en les següents dues temporades, a causa d'una lesió, fou cedit al Reial Oviedo de segona divisió, fins al juny.
El 25 de setembre de 2020, Luismi signà contracte per dos anys amb l'Elx CF, acabat d'ascendir a primera. El 16 d'agost de l'any següent, va acabar el seu contracte amb el club, i va retornar a Oviedo amb contracte per dos anys.